# Weltfriedenskreuz Hermannsfeld

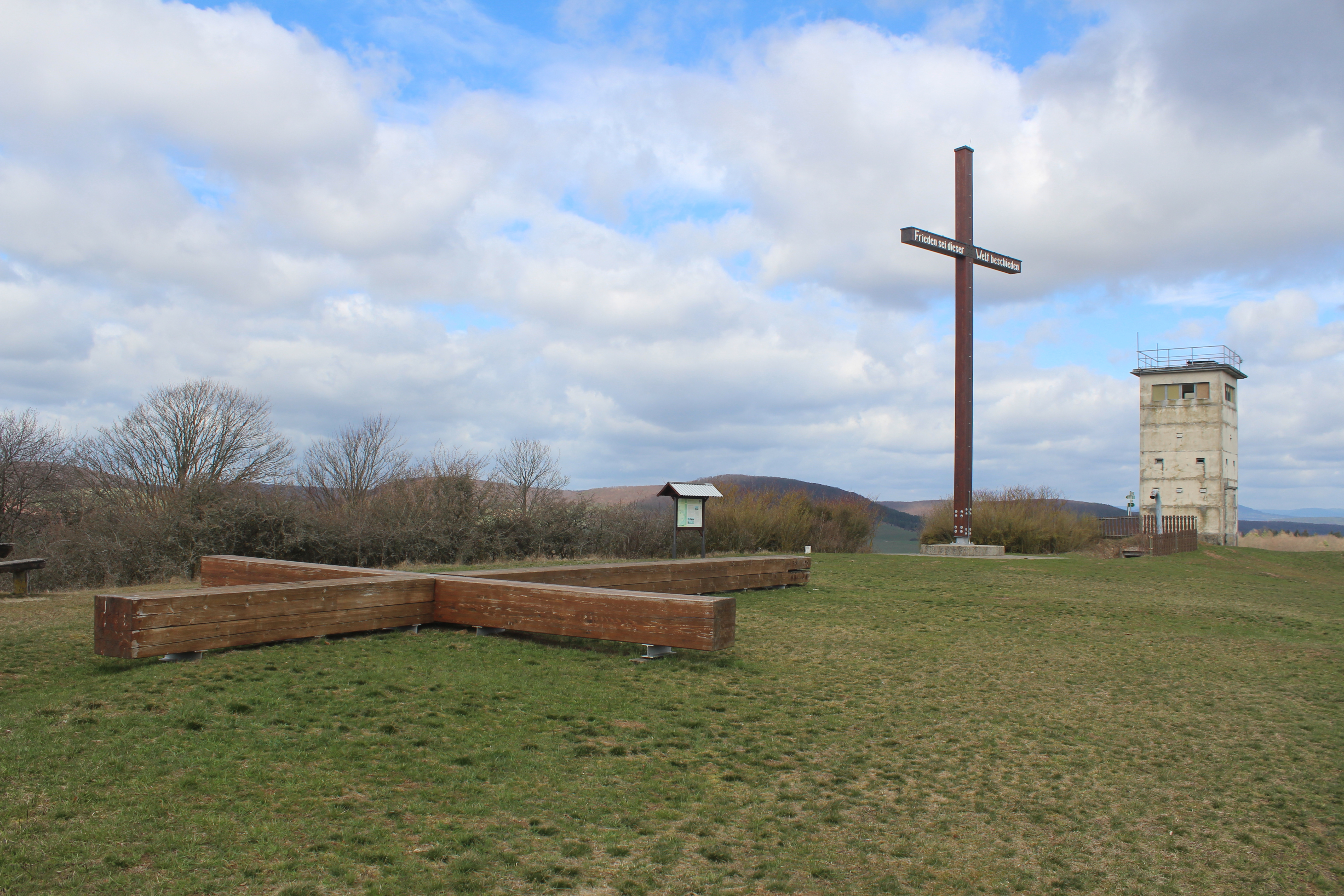
Altes, heute als Sitzbank dienendes Weltfriedenskreuz im Vordergrund. Neues Weltfriedenskreuz und Wachturm im Hintergrund

Das Weltfriedenskreuz Hermannsfeld ist ein 14 Meter hohes Gedenkkreuz. Es wurde am 3. Oktober 1991 aufgestellt. Die Erstaufstellung erfolgte auf Initiative der Gemeinde Hermannsfeld und dem Stifter der Weltfriedenskreuze Chorleiter Gotthilf Fischer. Der Ort der Erstaufstellung befand sich am Sankt Wolfgang (ein ehemaliger Wallfahrtsort) mit Zustimmung des Grundstückseigentümers. Die Zustimmung wurde später zurückgezogen und das Entfernen des Weltfriedenskreuzes durchgesetzt. (Jahr ???) Die Gemeinde und weitere Förderer sowie Unterstützer entschlossen sich das Weltfriedenskreuz in unmittelbarer Nachbarschaft zu einem ehemaligen Wachtturm der einstigen innerdeutschen Grenze auf dem Dachsberg südlich des Rhönblicker Ortsteils Hermannsfeld neu aufzustellen. 2011 Ende August musste das Weltfriedenskreuz wegen schlechtem Zustand abgebaut werden. Es liegt heute als Sitzbank neben seinem einstigen Standort. Am 6. September 2014 wurde ein neues Weltfriedenskreuz in den Abmessungen den alten Kreuzes aufgestellt.